# Sven Edvin Salje
Sven Edvin Salje, né le 15 février 1914 dans la paroisse de Jämshög à Blekinge et décédé le 3 août 1998, est un écrivain suédois.

## Biographie
Salje commence sa carrière professionnelle dans son village de Jämshög en tant que vendeur, jardinier, ouvrier d'usine et charpentier. Pendant ce temps, il poursuit des études par correspondance et fréquente l'école populaire supérieure de Wendelsberg de 1940 à 1941. Salje a une relation étroite avec les mouvements populaires, en particulier le mouvement de tempérance, et s'implique activement dans l'éducation publique locale. Il a l'intention de devenir enseignant, mais après la disparition de son père en 1930, les conditions financières pour y parvenir disparaissent. En 1942, il reprend la ferme familiale Ljusaryd dans la paroisse de Jämshög. 
Salje décrit dans son roman autobiographique Du tysta källa, 1946 (Ma source silencieuse) un avenir sombre, en décrivant son travail en tant que vendeur et ses efforts pour écrire pendant son temps libre. Lors d'un concours à la maison d'édition LT, il remporte le premier prix avec le roman På dessa skuldror,1942 (Sur ces épaules), marquant ainsi ses débuts romanesques.
Människors rike (Le royaume de l'homme), écrit en 1944, est une suite directe du roman précédent. Un grand nombre de romans sont publiés et traduits dans plusieurs langues. Il y a une profusion de romans réalistes avec des motifs de sa ville natale de Blekinge, ainsi que de romans historiques dont l'intrigue se déroule à l'époque historique du snapphane, comme Man ur huse, 1958 (Homme absent). Il écrit également de romans sur le présent et dans un environnement urbain, comme Hem till havet, 1973 (La maison à la mer). Plusieurs de ces romans ont servi de base à des adaptations cinématographiques.
Salje est décédé en 1998 à Jämshög, à l'âge de 84 ans. En 1999, sa société Saljesällskapet est créée.